# Annett Kaufmann
Annett Kaufmann (* 23. Juni 2006 in Wolfsburg) ist eine deutsche Tischtennisspielerin. 2024 und 2025 wurde sie Deutsche Meisterin im Einzel und 2024 Deutsche Meisterin im Doppel. Sie wurde als erste europäische Spielerin U19-Jugendweltmeisterin im Einzel. Bei den Europameisterschaften 2021 und 2023 gewann sie zusammen mit der Damenmannschaft den Titel. Sie spielt seit der Saison 2024/25 beim SV-DJK Kolbermoor in der Bundesliga.

## Werdegang
Annett Kaufmann begann im Alter von viereinhalb Jahren mit dem Tischtennissport. Obwohl sie sonst Rechtshänderin ist, spielt sie Tischtennis mit links. Ihr erster Verein war der TTC Bietigheim-Bissingen, den sie 2019 in Richtung SV Böblingen verließ. Nach fünf Spielzeiten bei der SV Böblingen zog sich der Verein aus der Bundesliga zurück, woraufhin sie 2024 zum SV-DJK Kolbermoor wechselte.
Im Jugendbereich erzielte sie zahlreiche nationale und internationale Erfolge. Bei der Jugendeuropameisterschaft 2019 erreichte sie im Mixed mit Mike Hollo das Endspiel. In den Jahren 2019 und 2020 gewann sie das Bundesranglistenturnier bei den Schülerinnen. Ebenso siegte sie 2020 im Europäischen Ranglistenturnier der Jugend. 2021 nahm sie an der Europameisterschaft der Jugend in der Altersklasse U15 teil. Hier holte sie drei Titel, nämlich im Einzel, im Doppel mit Bianca Meu Rosu (Rumänien) und mit der Mannschaft, Bronze gab es im Mixed mit Lleyton Ullmann. Im November des gleichen Jahres wurde sie auch in der Altersklasse U21 Europameisterin im Einzel. Im Juli 2022 gewann sie bei der Europameisterschaft der Jugend erneut zwei Titel: Dieses Mal war sie im Einzel und Mixed (mit dem Rumänen Iulian Chirita) der Altersklasse U19 erfolgreich.
2021 wurde sie für die Europameisterschaft der Erwachsenen nominiert. Hier kam sie zu ihrem ersten Länderspiel. Gegen Ema Labošová aus der Slowakei gelang ein 3:0-Sieg. Damit trug sie zum Titelgewinn der Mannschaft bei. Bei den European Championships 2022 in München konnte sie sich mit zwei Erfolgen in der Qualifikation durchsetzen, musste sich jedoch in der ersten K.-o.-Runde mit 3:4 knapp der Polin Natalia Bajor geschlagen geben. Im Doppel war sie gemeinsam mit Franziska Schreiner bis ins Achtelfinale vorgedrungen. Dort gab es jedoch eine deutliche 0:3-Niederlage im deutschen Duell gegen die Vize-Europameisterinnen vom Vorjahr Nina Mittelham und Sabine Winter. Im September 2022 wurde Kaufmann für die Team-Weltmeisterschaften im chinesischen Chengdu nominiert, allerdings wurde sie in keinem Spiel eingesetzt. Das deutsche Damen-Team gewann am Ende die Bronzemedaille nach einer Niederlage gegen Japan im Halbfinale.

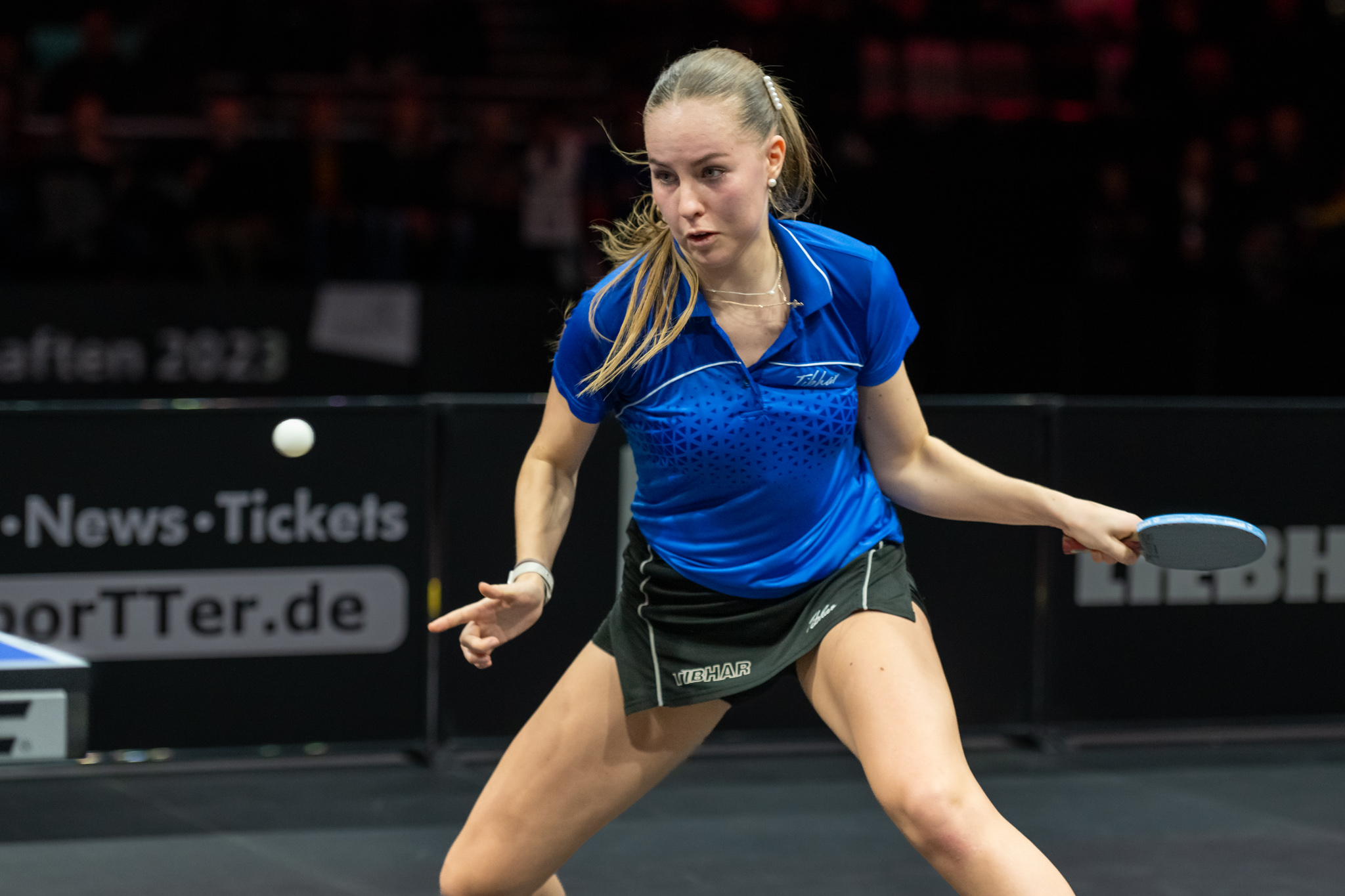
Kaufmann bei den Deutschen Meisterschaften (2023)

Im Februar 2023, kurz nachdem sie in der Weltrangliste erstmals in die Top 100 vorgerückt war, gewann Kaufmann den Einzeltitel beim ersten von zwei WTT-Feeder-Turnieren in Düsseldorf. Im Halbfinale und Finale gelangen ihr zwei Erfolge gegen favorisierte Spielerinnen aus China. Dies war ihr erster internationaler Einzeltitel im Erwachsenenbereich. Für die Team-Europameisterschaften im schwedischen Malmö im September 2023 wurde sie erneut nominiert. Mit einem Einzelgewinn in der Vorrunde gegen die Engländerin Mollie Patterson verhalf sie der deutschen Mannschaft zum Gruppensieg. In den weiteren Begegnungen wurde sie nicht mehr eingesetzt. Das deutsche Damen-Team blieb ohne eine einzige Einzel-Niederlage im gesamten Turnier und konnte seinen Titel von 2021 verteidigen.
Bei den Jugendweltmeisterschaften 2023 in Slowenien gewann Kaufmann bei den U19 im Einzel Bronze, im Doppel mit der Waliserin Anna Hursey Silber und im Mixed mit Quek Izaac (Singapur) ebenfalls Silber; damit war sie die erfolgreichste Teilnehmerin aus Europa. 2024 erreichte sie beim WTT Contender in Doha gemeinsam mit Sabine Winter das Endspiel im Doppel. Im Einzel erreichte sie nach einem Sieg über die Weltranglisten-18. Cheng I-ching das Viertelfinale. Auch beim WTT Youth Star Contender in Tunis erreichte sie das Doppel-Finale, dieses Mal mit Hana Goda; im Einzel gewann sie.
Im Frühjahr 2024 machte Kaufmann am Ellental-Gymnasium in Bietigheim-Bissingen mit einem Notenschnitt von 2,0 ihr Abitur.
Am 16. Juni 2024 gewann Kaufmann bei den 92. nationalen deutschen Meisterschaften in Erfurt eine Goldmedaille im Dameneinzel- und Doppelwettbewerb. Im Einzel konnte sie sich im Finale mit 4:0 Sätzen gegen Yuan Wan durchsetzen, wobei sie im Doppel mit eben dieser gegen das Doppel Franziska Schreiner/Sophia Klee gewann.
Bei den Olympischen Sommerspielen in Paris war sie zunächst als Reservespielerin vorgesehen. Wegen einer erneuten Verletzung von Ying Han kam sie in die Mannschaft. Da sich Nina Mittelham beim Einzelwettkampf verletzt hatte und Xiaona Shan angeschlagen war, wurde sie von der Tischtennis-Bundestrainerin Tamara Boroš als Nummer 1 aufgestellt und führte mit ihren Siegen gegen die USA und Indien unerwartet das Team bis ins Halbfinale, wo sie gegen die Top-10-Spielerin Miwa Harimoto gewann. Nur im Spiel um den 3. Platz verlor sie ein Spiel. Bei der Europameisterschaft 2024 in Linz gewann Kaufmann zusammen mit Patrick Franziska Bronze im Mixed. Bei den Jugend-Weltmeisterschaften in Helsingborg wurde sie U19-Weltmeisterin im Einzel. Sie ist damit die erste europäische Spielerin, die diesen Titel gewann.

## Familie
Annett Kaufmanns Eltern sind in Kasachstan geboren: der Eishockeyspieler Andrej Kaufmann und die Abfahrtsläuferin Anna Kaufmann, die unter ihrem Geburtsnamen Korsunowa im alpinen Skiweltcup für Kasachstan antrat. Ihre Schwester Alexandra spielt ebenfalls Tischtennis.

## Turnierergebnisse
| Verband | Veranstaltung              | Jahr | Ort               | Land | Einzel        | Doppel        | Mixed         | Team          |
| ------- | -------------------------- | ---- | ----------------- | ---- | ------------- | ------------- | ------------- | ------------- |
| GER     | Europameisterschaft        | 2024 | Linz              | AUT  | letzte 32     | Achtelfinale  | Halbfinale    |               |
| GER     | Europameisterschaft        | 2023 | Malmö             | SWE  |               |               |               | Gold          |
| GER     | Europameisterschaft        | 2022 | München           | GER  | letzte 64     | Achtelfinale  |               |               |
| GER     | Europameisterschaft        | 2021 | Cluj-Napoca       | ROU  |               |               |               | Gold          |
| GER     | Olympische Spiele          | 2024 | Paris             | FRA  |               |               |               | 4. Platz      |
| GER     | Weltmeisterschaft          | 2025 | Doha              | QAT  | letzte 64     | Achtelfinale  | letzte 64     |               |
| GER     | Weltmeisterschaft          | 2024 | Busan             | KOR  |               |               |               | Viertelfinale |
| GER     | Weltmeisterschaft          | 2023 | Durban            | RSA  | letzte 64     | Achtelfinale  |               |               |
| GER     | WTT Series (Contender)     | 2024 | Doha              | QAT  | Viertelfinale | Silber        |               |               |
| GER     | World Cup                  | 2025 | Macau             | MAC  | 17.–32. Platz |               |               |               |
| GER     | U21-Europameisterschaft    | 2021 | Spa               | BEL  | Gold          | Viertelfinale |               |               |
| GER     | Jugend-Europameisterschaft | 2022 | Belgrad           | SRB  | Gold          | Viertelfinale | Gold          | Halbfinale    |
| GER     | Jugend-Europameisterschaft | 2021 | Varaždin          | HRV  | Gold          | Gold          | Halbfinale    | Gold          |
| GER     | Jugend-Europameisterschaft | 2019 | Ostrava           | CZE  | Achtelfinale  | Achtelfinale  | Silber        | Halbfinale    |
| GER     | Jugend-Europameisterschaft | 2018 | Cluj-Napoca       | ROU  | Achtelfinale  | Viertelfinale | letzte 32     | 5. Platz      |
| GER     | Jugend-Weltmeisterschaft   | 2024 | Helsingborg       | SWE  | Gold          | Halbfinale    |               | Viertelfinale |
| GER     | Jugend-Weltmeisterschaft   | 2023 | Nova Gorica       | SLO  | Halbfinale    | Silber        | Silber        | Viertelfinale |
| GER     | Jugend-Weltmeisterschaft   | 2022 | Radès             | TUN  | Viertelfinale | Halbfinale    | Achtelfinale  |               |
| GER     | Jugend-Weltmeisterschaft   | 2021 | Vila Nova de Gaia | PRT  | Viertelfinale | Silber        | Viertelfinale | Viertelfinale |